# مومسيلو فوكوتيتش
مومسيلو فوكوتيتش، من مواليد 2 يونيو 1950، لاعب كرة قدم يوغسلافي سابق، ومدرب كرة قدم صربي لاحق.
لعب مع منتخب يوغسلافيا لكرة القدم.

## مسيرته الكروية
لعب مومسيلو فوكوتيتش خلال مسيرته الاحترافية مع ناديين في سبعة عشر موسمًا وسجل خلالها 118 هدف ضمن 431 مباراة. ولم يفز بأي موسم بالكأس وفاز في ثلاثة مواسم بالدوري.
خاض مومسيلو فوكوتيتش مسيرته مع نادي بارتيزان في موسم 1967–68 في المرة الأولى ليلعب معه أحد عشر موسمًا ثم في موسم 1979–80 ليلعب معه خمسة مواسم، مشاركًا طوالها في 395 مباراة سجل خلالها 110 هدف. ثم انتقل إلى نادي جيروندان بوردو في موسم 1978–79 لمدة موسم واحد، حيث شارك في 36 مباراة سجل خلالها 8 أهداف.

## روابط خارجية
- مومسيلو فوكوتيتش على موقع الاتحاد الدولي (مؤرشف)  (الإنجليزية)
- مومسيلو فوكوتيتش على موقع الاتحاد الأوربي (الإنجليزية)
- مومسيلو فوكوتيتش على موقع قاعدة بيانات كرة القدم.إي يو (الإنجليزية)
- مومسيلو فوكوتيتش على موقع ناشيونال فوتبول تيمز (الإنجليزية)
- مومسيلو فوكوتيتش على موقع عالم كرة القدم.نت (الإنجليزية)